# Onthophagus ineptus
Onthophagus ineptus là một loài bọ cánh cứng trong họ Bọ hung (Scarabaeidae).